# Nothomyrmica petiolata
Nothomyrmica petiolata är en myrart som först beskrevs av Mayr 1868.  Nothomyrmica petiolata ingår i släktet Nothomyrmica och familjen myror. Inga underarter finns listade i Catalogue of Life.